# Uchana
Uchana là một thành phố và là nơi đặt ủy ban đô thị (municipal committee) của quận Jind thuộc bang Haryana, Ấn Độ.

## Địa lý
Uchana có vị trí 29°28′B 76°10′Đ / 29,47°B 76,17°Đ Nó có độ cao trung bình là 215 mét (705 feet).

## Nhân khẩu
Theo điều tra dân số năm 2001 của Ấn Độ, Uchana có dân số 14.100 người. Phái nam chiếm 54% tổng số dân và phái nữ chiếm 46%. Uchana có tỷ lệ 58% biết đọc biết viết, thấp hơn tỷ lệ trung bình toàn quốc là 59,5%: tỷ lệ cho phái nam là 67%, và tỷ lệ cho phái nữ là 48%. Tại Uchana, 15% dân số nhỏ hơn 6 tuổi.